# Phong Thạnh Tây
Phong Thạnh Tây là một xã cũ thuộc thị xã Giá Rai, tỉnh Bạc Liêu, Việt Nam.

## Địa lý
Xã Phong Thạnh Tây nằm ở phía tây thị xã Giá Rai, có vị trí địa lý:
- Phía đông giáp xã Phong Thạnh và xã Phong Thạnh A
- Phía tây giáp tỉnh Cà Mau
- Phía nam giáp xã Tân Phong và xã Tân Thạnh
- Phía bắc giáp huyện Phước Long.

Xã Phong Thạnh Tây có diện tích 53,04 km², dân số năm 2022 là 11.316 người, mật độ dân số đạt 213 người/km².

## Hành chính
Xã Phong Thạnh Tây được chia thành 7 ấp: 1, 2, 3, 4, 5, 6, 7.

## Lịch sử
Sau năm 1975, xã Phong Thạnh Tây thuộc huyện Giá Rai, tỉnh Minh Hải.
Ngày 4 tháng 4 năm 1979, Hội đồng Chính phủ ban hành Quyết định số 142-CP về việc chia xã Phong Thạnh Tây cùng với ấp Khúc Tréo và ấp Nhân Dân của xã An Trạch cắt sang, thành 4 xã: Tân Hòa, Tân Hiệp, Tân Phong và Phong Thạnh Tây.
Ngày 13 tháng 4 năm 1991, Ban Tổ chức Chính phủ ban hành Quyết định số 183/QĐ-TCCP về việc sáp nhập xã Tân Hòa vào xã Phong Thạnh Tây.
Ngày 6 tháng 11 năm 1996, Quốc hội ban hành Nghị quyết về việc chia tỉnh Minh Hải thành hai tỉnh là tỉnh Bạc Liêu và tỉnh Cà Mau. Khi đó, xã Phong Thạnh Tây thuộc huyện Giá Rai, tỉnh Bạc Liêu.
Ngày 15 tháng 5 năm 2015, Ủy ban Thường vụ Quốc hội ban hành Nghị quyết số 930/NQ-UBTVQH13 về việc thành lập thị xã Giá Rai thuộc tỉnh Bạc Liêu. Xã Phong Tân trực thuộc thị xã Giá Rai.